# Abel Sarmientos
Abel Sarmientos (Camagüey, Cuba; 22 de julio de 1962-La Habana, Cuba; 12 de julio de 2024) fue un voleibolista cubano que jugó en la posición de atacante. Su hermano mayor Victoriano también fue voleibolista.

## Carrera
Jugó para la selección nacional de 1981 a 1995, fue campeón mundial en una ocasión en 1995, dos veces medallista en los Juegos Centroamericanos y del Caribe, tres veces medallista en los Juegos Panamericanos y participó en los Juegos Olímpicos de Barcelona 1992.